# 佐々木康元
佐々木 康元（ささき やすもと、1970年 - ）は、日本の元アメリカンフットボール選手、指導者。日本大学文理学部卒業。日本大学フェニックスの主将として、1999年に甲子園ボウル優勝を果たした。また、日本代表のキャプテンとして1999年・2003年のアメリカンフットボールワールドカップで連覇に貢献した。

## 来歴

### 高校・大学時代
東京都出身。日本大学鶴ヶ丘高等学校を卒業後、日本大学文理学部に進学。アメリカンフットボール部「フェニックス」に所属し、主将として活躍。1999年には甲子園ボウルで優勝し、大学日本一に輝いた。

### 日本代表として
1999年に開催された第1回アメリカンフットボールW杯（イタリア・パレルモ）および2003年の第2回大会（ドイツ・フランクフルト）において、日本代表のキャプテンを務め、両大会で優勝を果たした。

### 社会人リーグ・指導歴
卒業後は社会人Xリーグのアサヒビールシルバースターに加入。引退後は同チームのヘッドコーチに就任し、チーム再建に尽力した。

## 評価
プレースタイルは、卓越したスピードとQBへのチェイス能力に特徴があり、「東の佐々木、西の脇坂」と称されることもある。知名度と実績を兼ね備えたレジェンドとして、現在もアメフト関係者から高い評価を受けている。

## メディア・著作
- 月刊『トレーニング・ジャーナル』2003年7月号にて、寄稿「自分を磨く」[1]が掲載された。

## 人物
見た目はスマートだが、熱意と泥臭さを持ち合わせた情熱的な人物として知られ、現役時代から後進育成に情熱を注いでいた。

## 関係者
- 関 孝英（せき たかひで） - 1988年度に日本大学フェニックスの主将を務め、甲子園ボウルおよびライスボウルを制覇した。卒業後は佼成学園高等学校アメリカンフットボール部LOTUSのディフェンスコーチとして、小林孝至監督らと共にチーム強化に貢献。

- 小林 孝至（こばやし たかし） - 日大フェニックス同期でランニングバック（RB）、その後アサヒビールシルバースターに所属。現在はLOTUS監督として、部を全国強豪へ育成。

- 佐々木 敬尊（ささき けいそん） - 佐々木康元の実子。佼成学園高等学校LOTUS元キャプテン、現在は中央大学アメリカンフットボール部RACCOONSのディフェンスラインDLとしてプレー。